# Classe T-58
La Classe T-58 (projet 264 selon la terminologie soviétique) est une classe de dragueur de mines de la marine russe, servant actuellement comme navire d'essai.

## En service
Différentes versions des  T-58 ont servi dans la marine soviétique jusqu'en 1990, bien que des rapports indiquent six exemplaires actifs au moins jusqu'en 2002. Les exportations étaient assez limitées.
- Union soviétique: 58 exemplaires en service comme dragueurs de mines, progressivement retirés ou destinés à d'autres usages.
- Russie: un exemplaire en service avec le  Russian Navy à des fins expérimentales, appelé "OS-138" (OS est l'abréviation de  Opitnoye Sudno, ou navire expérimental). En octobre 2001, il était toujours opérationnel.
- Ukraine: six exemplaires à usage expérimental reçus en 1997, à la suite de la partition de la Flotte de la mer Noire. En mars 2002, un autre était en service.
- Inde: une copie de la version de secours transférée en 1971.
- Yémen: une copie de la version dragueur de mines.
- Guinée: une copie de la version dragueur de mines.